# Ballognatha typica
Ballognatha typica là một loài nhện trong họ Salticidae.
Loài này thuộc chi Ballognatha. Ballognatha typica được Lodovico di Caporiacco miêu tả năm 1935.